# روجير بنشوب
روجير بنشوب (بالهولندية: Rogier Benschop)‏ هو لاعب كرة قدم هولندي في مركز الهجوم، ولد في 20 يوليو 1998 في هولندا في مملكة هولندا. لعب مع بي إي سي زفوله.

## وصلات خارجية
- روجير بنشوب على موقع قاعدة بيانات كرة القدم.إي يو (الإنجليزية)
- روجير بنشوب على موقع Soccerway.com (الإنجليزية)
- روجير بنشوب على موقع عالم كرة القدم.نت (الإنجليزية)